# Chartèves
Chartèves – miejscowość i gmina we Francji, w regionie Hauts-de-France, w departamencie Aisne.
Według danych na styczeń 2014 roku gminę zamieszkiwały 373 osoby, a gęstość zaludnienia wynosiła 43,1 osób/km².